# オフィスコンピュータ

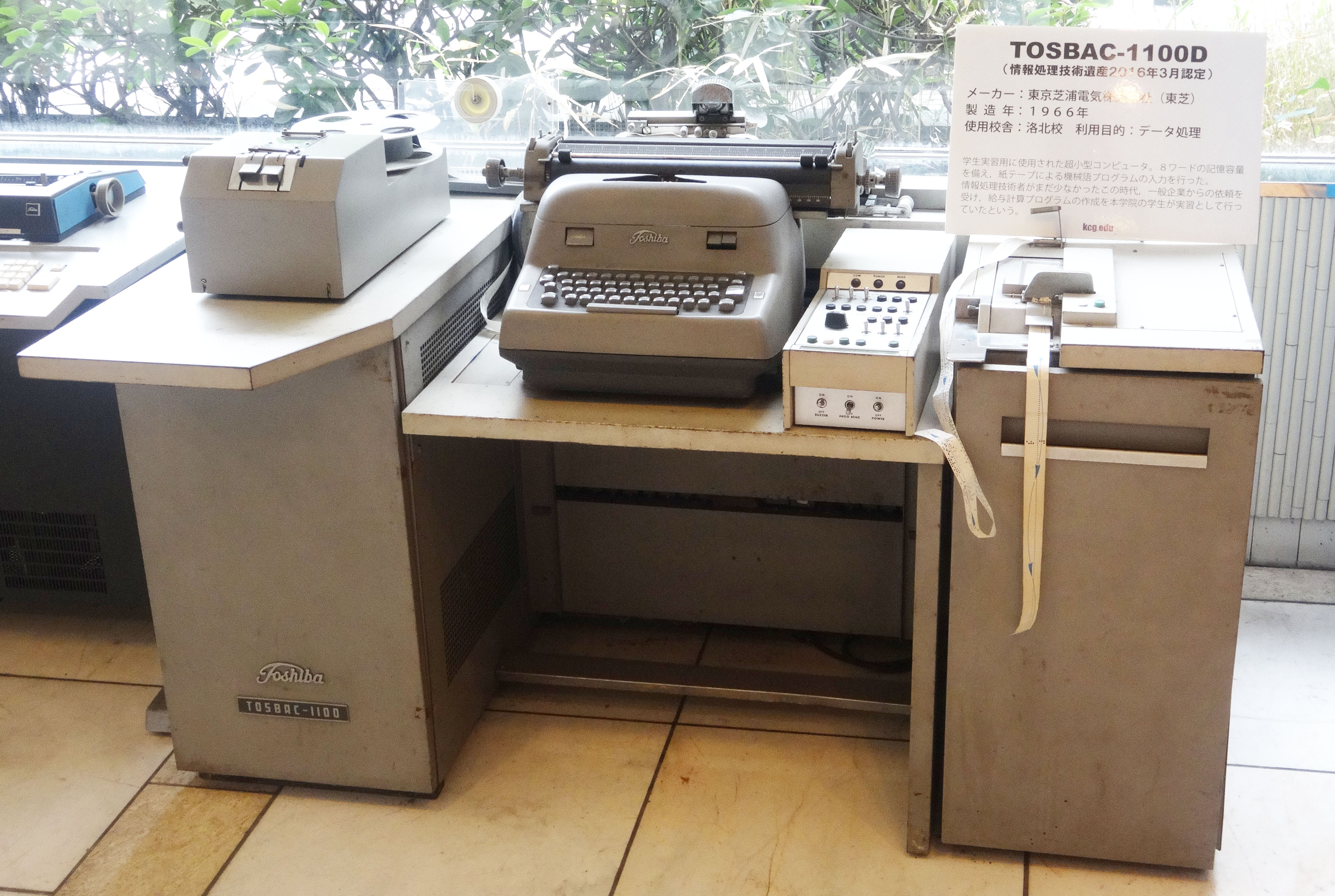
初期のオフコン 東芝TOSBAC-1100D（1966年）

オフィスコンピュータ（略称：オフコン）は、主に中小企業等での事務処理を行うために設計された、比較的小型のコンピュータ。主に日本のみで使われる呼称で、海外ではミニコンピュータ、ワークステーション、ミッドレンジコンピュータなどと呼ばれる。メーカーによる独自設計が特徴である。

## 概要

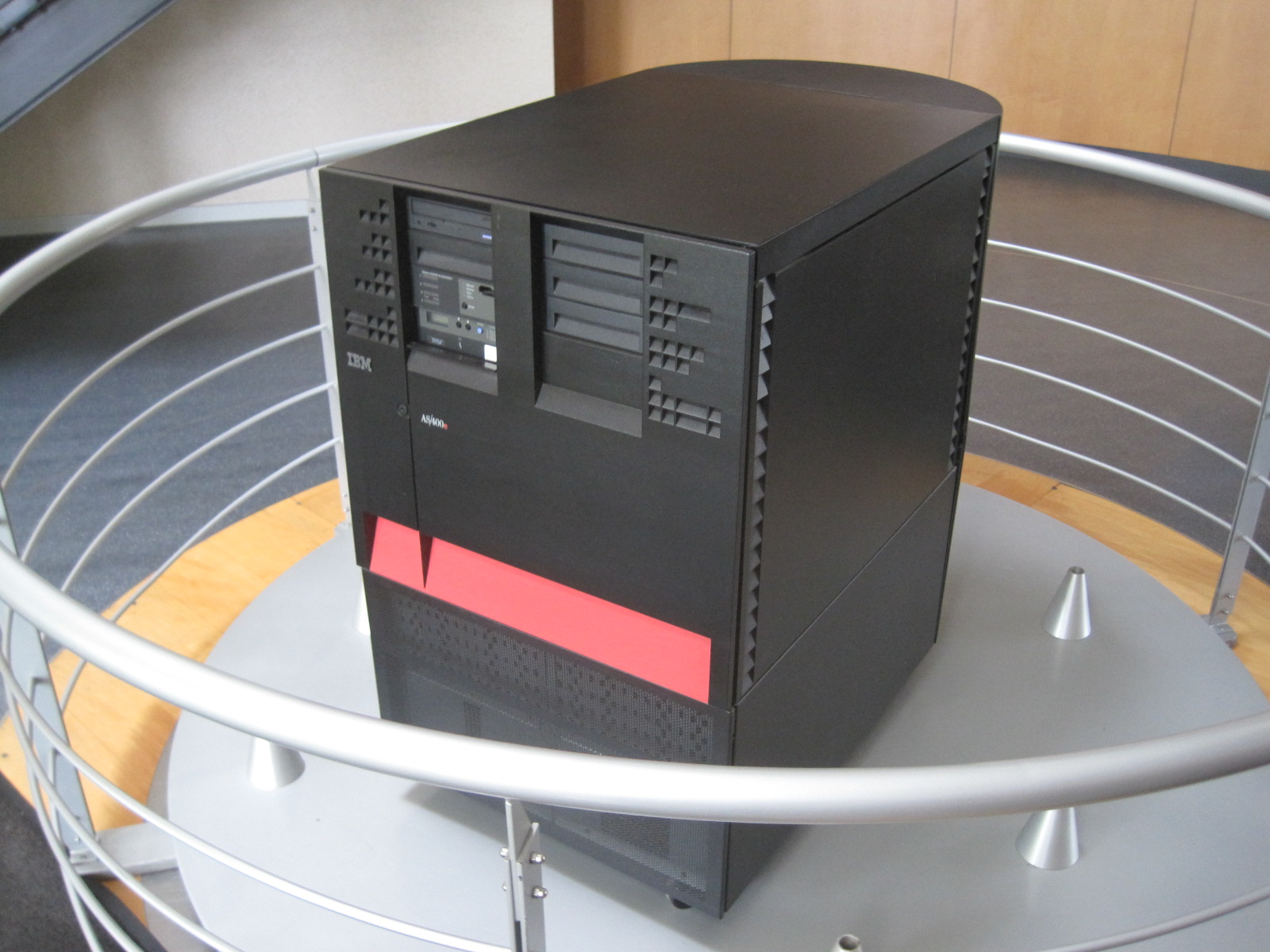
IBM AS/400

オフィスコンピュータはミニコンピュータ（ミニコン）とほぼ同クラスの機器であるが、ミニコンが主に科学技術計算（浮動小数点演算、通信・制御用、研究所や教育機関など）に利用されるのに対し、主に事務処理用（商用計算、10進数演算、帳票処理など）を想定した設計になっている。海外ではメインフレームなど大型機を持つメーカーを中心に、「スモール ビジネス コンピュータ」(Small Business Computer)、「ミッドレンジコンピュータ」(Midrange Computer)とも呼ばれる。
ミニコンピュータ同様に端末から操作される種類のコンピュータで、端末には高度な処理能力を必要とせず、文章や図表・印刷の体裁に至る機能までもを内部で処理して、端末の画面やプリンターへと出力する。特にオフィスコンピュータでは、伝票類の印刷や業務収支計算などのプログラムが用意されている。
日本では、1970年代後半から1990年代にかけて、中小企業の財務会計や給与計算、販売管理といった、全社的な業務処理システムや、大手企業の支社や支店、部門ごとの処理システムの構築用に多く導入され、全国の中小企業や工場の情報化に貢献した。日本でのオフィスコンピュータはメインフレームのような海外からの技術導入とは直接関係なく進化していった。また、日本独自の商習慣や日本語を扱う点などがシステムそのものの設計にも影響し、海外からの進出が困難だった市場でもある。設計は基本的に各メーカーの独自アーキテクチャである。
オフコンと呼ばれるコンピュータには、現在のサーバに相当するNEC S3100などのコンピュータから、クライアントやワークステーションに相当する富士通FACOM K-10やNEC N5200などのコンピュータまで存在する。市場の縮小の影響で、日立（1993年）、東芝（1996年）、NEC（2015年）などの大手メーカーが撤退した。現在の主なメーカーは日本IBM、三菱電機、富士通（ハードからは撤退）となっている。
代表的なオフィスコンピュータ
- 富士通 ： FACOM Kシリーズ、GRANPOWER6000(GP6000)シリーズ、PRIMERGY 6000、FACOM 9450、FMGシリーズ（旧称FACOM Gシリーズ)
- 日本電気 ： N5200シリーズ、S3100シリーズ、S7100シリーズ、S100シリーズ、Express5800/600シリーズ
- IBM ： AS/400シリーズ → eServer iSeries → System i → Power Systems
- 日立 ： HITAC、L-30, L-50, L-70シリーズ、L-700シリーズ
- 三菱電機 ： MELCOM80シリーズ、RX7000シリーズ、Entranceシリーズ、CENTRAGEシリーズ、CENTRAGE IIシリーズ

## 運用形態
現在の業務サーバに近い形で使用され、コンピュータネットワークを介して接続された端末からデータを入力したり、必要なデータを呼び出したりする。また入力機器は端末コンピュータに限らず、磁気カードリーダーやバーコードスキャナ、更にはキャッシュレジスターといった現在のPOSレジスターや、様々な計測機器の類いもネットワーク上に接続されて運用され、その中にはプリンターや、必要なら遠隔地のコンピュータや端末と接続するモデムなども含まれる。
外部から独立したネットワーク上で動作するこれらのシステムは、基本的に外部ネットワークとの接続を前提としていない。このため、専用の入力端末に専用のオペレーターが付くという形態で使用され、複数の端末と通信してデータのやり取りを行う。

## 構造・設計思想
基本的にクローズドアーキテクチャ=専用設計=専用OSのコンピュータであることが多い。既製品パッケージソフトウェアをカスタマイズした専用の業務処理プログラムを稼動させることを目的としている。それらがセットで納入され、納入した業者がメンテナンスからソフトウェア操作や運用方法をサポートする形態が多い。
このため、同機器が広く利用された時代に設立されたソフト会社には、これらオフィスコンピュータを構成・メンテナンスする業務が主であったため、「○○オフィスコンピュータ」という社名を使ったものが多い。

### オープン化
メーカー独自の仕様ではなく、業界の標準となっている仕様を用いることをオープン化という（オープンシステム参照）。この場合は、オープン標準のUnixだけでなく事実上標準OSとなっているWindowsも含まれる。
従来は各社独自仕様のハードウェア（CPUや筐体）とソフトウェア（OSなど）により構成されていたが、各社は1990年代以降はUNIXサーバやPCサーバで利用されるハードウェアに、オフコン用のOSを移植したものが増えている。例えば富士通のPRIMERGY 6000、日本電気 (NEC) のExpress5800/600、三菱電機のEntrance/CENTRAGEはx86系のCPUを搭載したPCサーバに独自OSを稼働させている。
旧来の端末は、受け取った画面データを表示したり、入力信号をデータ通信するだけの機能しか持たなかった。その一方、Windows系のパーソナルコンピュータ（主としてPC/AT互換機）の処理能力や記憶容量が向上し、受け取った数値データを必要な表に変換したり、接続されたプリンタやスキャナ等の接続機器からのデータを処理する能力も持ち合わせるようになり、これらのパソコンをLANでネットワーク化することで、かなりの業務処理が出来るようになった。また旧来のオフィスコンピュータは、いわゆる2000年問題を抱える事も多く、1999年までに多くのオフィスコンピュータがシステムの刷新を求められた。その結果、高価なオフィスコンピュータ（と複数の専用端末）は、システムの乗り換えによって汎用性のあるパーソナルコンピュータなどに代替され、徐々に使われなくなっていった。
しかしながら、オフィスコンピュータがクローズドアーキテクチャであったことから、長く蓄積された業務情報などの資産を全面的にWindows系OSなどへの環境に移行することはコスト的に困難である場合も多い。そのため、その過渡期的なものとして、オフィスコンピュータの端末としての機能をパソコン側の端末エミュレータに持たせる事で、双方の機能を共存させて連携・運用できるものもある。これらは、現在においても金融機関や病院などの一部オフィスで利用されている。また、仮想化技術によって、レガシーシステムとUNIXシステム、Windowsシステムなどのオープンシステムを一台のサーバにまとめられるようになった。

## 歴史
アメリカではトランジスタを使用したミニコンピュータからオフィスコンピュータにあたる Small Business Computer (SBC)が誕生したのに対して、日本では逆にオフィス向け小型コンピュータの方が先に進化した。このため、英語圏ではミニコンピュータにSBCが含まれるのに対して日本ではミニコンピュータとオフィスコンピュータが別のものとして存在することになった。
1959年、会計用機械を輸入販売していた日本事務器が電子会計機の国産化をNECに依頼した。NECは既に実績のあるパラメトロンを使用したNEAC 1201を開発し、1961年にリリースした。当時、日本事務機が唯一の販売代理店であった。これは好評をもって迎えられ、NECは1964年に後継機のNEAC 1210をリリースすることとなる。
NECの独擅場であったオフィス用小型コンピュータの市場だが、1965年、富士通がFACOM 230/10を投入。これは日本語COBOLを利用できるトランジスタ式コンピュータであった。また同年、日立製作所は独自OSのHITAC-8100を発売した。対するNECは1967年、ICを全面採用したNEAC 1240を発表。1968年には東芝 (TOSBAC-1500)、三菱電機 (MELCOM-81)、内田洋行 (USAC-300) などが製品を投入し、オフィスコンピュータ市場は一気に活況を呈することとなった。
1970年代には、販売管理、財務管理、人事給与など本格的な事務処理機能を備えたオフィスコンピュータが登場するようになった。特に1974年のNEAC システム100がオフコンの名を定着させた。
1980年代初頭はNEC、三菱電機、東芝の三強であったが、80年代後半にはNECと富士通の二強時代となった。さらに、1988年に日本IBMがAS/400の販売を開始し、三強の一角を形成するようになった。
1990年代前半にオフコン市場は全盛期を迎えたが、Windowsサーバの登場によりオープンシステムが事務用コンピュータ市場の主力となった。
独自OSやCPUよりもWindowsや汎用CPUに移行するオープン化の波によって、オフコン市場は縮小し、採算の取れなくなったメーカーの撤退が相次いだ。日立製作所は1993年に、東芝は1996年に新規モデルの製造を中止した。2000年の出荷台数は10170台が2015年にはその一割の1022台に落ち込んだ。2015年には、オフコン市場で富士通とトップシェアを争っていたNECが新規モデルの製造を中止した。2018年には、富士通がハードの製造から撤退し、クラウドでのオフコンサービスの提供に切り替えた。
2010年代でも、クラウド・システムやオープン系サーバ（WindowsやUnixサーバなど）とともに、クローズドなメインフレームやオフコンはその信頼性・安定性の高さから企業の基幹業務などに使用され続けている。